# Видгоф, Леонид Михайлович
Леонид Михайлович Видгоф (род. 16 декабря 1952, Москва) — российский литератор, московский краевед, автор работ о жизни и творчестве О. Э. Мандельштама.

## Биография
Родился в Москве. Отец, Михаил Григорьевич Видгоф, экономист. Мать, Софья Наумовна Викутан, врач. Сначала семья снимала жилье в районе Преображенской площади, затем переехала в деревянный домик на Фили, после этого получила комнату в коммунальной квартире на Трифоновской улице. Л. М. Видгоф окончил школу № 607. Поступил в МГПИ им. Ленина, на филологический факультет, чтобы стать учителем русского языка и литературы. После окончания института в 1975 г. в течение четырёх лет работал школьным преподавателем в Москве. С 1979 г. — экскурсовод Московского городского бюро экскурсий и, позднее, других экскурсионно-туристических организаций.
В 1979 году начал заниматься исследованием биографии и творчества О. Э. Мандельштама. Член Мандельштамовского общества (с 2015 г. Мандельштамовского центра). Эксперт НИУ «Высшая школа экономики». 